# Missões diplomáticas no Equador
Abaixo está a lista das missões diplomáticas no Equador. Possui 34 embaixadas em Quito. Com outros 61 países que não possuem embaixadas residentes. Cerca de 46 países têm embaixadores acreditados a partir de outras capitais regionais. Este anúncio exclui consulados honorários.

## Embaixadas
*Quito
| - Argentina - Bolívia - Brasil - Canadá - Chile - China - Colômbia - Costa Rica - Cuba - República Dominicana - Egito - El Salvador - França - Alemanha - Guatemala - Vaticano - Honduras | - Irão - Israel - Itália - Japão - Coreia do Sul - Ordem Soberana e Militar de Malta - Países Baixos - Panamá - Paraguai - Peru - Rússia - Espanha - Suíça - Reino Unido - Estados Unidos - Uruguai |

## Missões
- Taiwan (Escritório Comercial da República da China)
- União Europeia

## Consulados Gerais/Consulados
Esmeraldas
- Colômbia (Consulado)

Guayaquil
- Chile
- China
- Colômbia (Consulado)
- Costa Rica (Consulado)
- México (Consulado)
- Peru
- Espanha
- Estados Unidos
- Venezuela

Macara
- Peru (Consulado)

Machala
- Peru

Nueva Loja
- Colômbia (Consulado)
- Peru

Quito
- Dinamarca

Santo Domingo de los Colorados
- Colômbia (Consulado)

Tulcán
- Colômbia (Consulado)

## Embaixadas não-residentes
- Albânia (Buenos Aires)
- Argélia (Caracas)
- Angola (Brasília)
- Austrália (Santiago)
- Áustria (Bogotá)
- Bélgica (Lima)
- Chipre (Cidade do México)
- Chéquia (Bogotá)
- Dinamarca (Bogotá)
- Finlândia (Santiago)
- Grécia (Lima)
- Granada (Caracas)
- Guiana (Caracas)
- Hungria (Bogotá)
- Islândia (Ottawa)
- Índia (Bogotá)
- Indonésia (Lima)
- Irão (Caracas)
- Iraque (Caracas)
- Jamaica (Caracas)
- Kuwait (Brasília)
- Líbano (Bogotá)
- Lituânia (Buenos Aires)
- Mongólia (Havana)
- Marrocos (Bogotá)
- Nicarágua (Bogotá)
- Nigéria (Caracas)
- Noruega (Caracas)
- Paquistão (Buenos Aires)
- Palestina (Caracas)
- Filipinas (Santiago)
- Polónia (Lima)
- Portugal (Bogotá)
- Roménia (Lima)
- Saara Ocidental (Caracas)
- Sérvia (Lima)
- Eslováquia (Brasília)
- África do Sul (Lima)
- Suriname (Caracas)
- Suécia (Bogotá)
- Síria (Santiago)
- Tailândia (Santiago)
- Trinidad e Tobago (Caracas)
- Turquia (Caracas)
- Ucrânia (Lima)
- Vietname (Havana)

## Ligações Externas
- Ecuador Diplomatic List